# Сент-Оффанж-Дессу
Сент-Оффа́нж-Дессу́ (фр. Saint-Offenge-Dessous) — колишній муніципалітет у Франції, у регіоні Овернь-Рона-Альпи, департамент Савоя. Населення — 672 осіб (2011).
Муніципалітет був розташований на відстані близько 450 км на південний схід від Парижа, 90 км на схід від Ліона, 20 км на північ від Шамбері.

## Історія
До 2015 року муніципалітет перебував у складі регіону Рона-Альпи. Від 1 січня 2016 року належав до нового об'єднаного регіону Овернь-Рона-Альпи.
1 січня 2015 року Сент-Оффанж-Дессу і Сент-Оффанж-Дессю було об'єднано в новий муніципалітет Сент-Оффанж.

## Демографія
Динаміка населення (INSEE ):
Розподіл населення за віком та статтю (2006):
| Стать | Всього | До 15 років | 15-24 | 25-44 | 45-64 | 65-85 | Понад 85 |
| --- | ------ | ----------- | ----- | ----- | ----- | ----- | -------- |
| Чоловіки | 272    | 64          | 40    | 56    | 80    | 32    | 0        |
| Жінки | 284    | 68          | 20    | 80    | 88    | 24    | 4        |
| \| Статево-вікова піраміда \| Статево-вікова піраміда \| Статево-вікова піраміда \| \| ----------------------- \| ----------------------- \| ----------------------- \| \| Чоловіки \| Вік \| Жінки \| \| 0 \| 85 + \| 4 \| \| 4 \| 80-84 \| 4 \| \| 8 \| 75-79 \| 8 \| \| 4 \| 70-74 \| 0 \| \| 16 \| 65-69 \| 12 \| \| 4 \| 60-64 \| 4 \| \| 24 \| 55-59 \| 20 \| \| 32 \| 50-54 \| 32 \| \| 20 \| 45-49 \| 32 \| \| 36 \| 40-44 \| 28 \| \| 12 \| 35-39 \| 16 \| \| 4 \| 30-34 \| 32 \| \| 4 \| 25-29 \| 4 \| \| 20 \| 20-24 \| 8 \| \| 20 \| 15-20 \| 12 \| \| 12 \| 10-14 \| 24 \| \| 24 \| 5-9 \| 28 \| \| 28 \| 0-4 \| 16 \| |        |             |       |       |       |       |          |
| Статево-вікова піраміда |        |             |       |       |       |       |          |
| Чоловіки | Вік    | Жінки       |       |       |       |       |          |
| 0 | 85 +   | 4           |       |       |       |       |          |
| 4 | 80-84  | 4           |       |       |       |       |          |
| 8 | 75-79  | 8           |       |       |       |       |          |
| 4 | 70-74  | 0           |       |       |       |       |          |
| 16 | 65-69  | 12          |       |       |       |       |          |
| 4 | 60-64  | 4           |       |       |       |       |          |
| 24 | 55-59  | 20          |       |       |       |       |          |
| 32 | 50-54  | 32          |       |       |       |       |          |
| 20 | 45-49  | 32          |       |       |       |       |          |
| 36 | 40-44  | 28          |       |       |       |       |          |
| 12 | 35-39  | 16          |       |       |       |       |          |
| 4 | 30-34  | 32          |       |       |       |       |          |
| 4 | 25-29  | 4           |       |       |       |       |          |
| 20 | 20-24  | 8           |       |       |       |       |          |
| 20 | 15-20  | 12          |       |       |       |       |          |
| 12 | 10-14  | 24          |       |       |       |       |          |
| 24 | 5-9    | 28          |       |       |       |       |          |
| 28 | 0-4    | 16          |       |       |       |       |          |

## Економіка
2010 року серед 425 осіб працездатного віку (15—64 років) 332 були активними, 93 — неактивними (показник активності 78,1%, у 1999 році було 70,3%). З 332 активних мешканців працювало 320 осіб (166 чоловіків та 154 жінки), безробітними було 12 (10 чоловіків та 2 жінки). Серед 93 неактивних 34 особи були учнями чи студентами, 38 — пенсіонерами, 21 була неактивною з інших причин.

У 2010 році в муніципалітеті числилось 250 оподаткованих домогосподарств, у яких проживали 650,0 особи, медіана доходів виносила 22 457 євро на одного особоспоживача